# Nielisz
Nielisz è un comune rurale polacco del distretto di Zamość, nel voivodato di Lublino.
Ricopre una superficie di 113,16 km² e nel 2004 contava 6 086 abitanti.